# Хромосома 12 (людина)

Ідіограма 12-ї хромосоми людини

Хромосо́ма 12 є однією з 23 пар хромосом людини. За нормальних умов у людей дві копії цієї хромосоми. 12-та хромосома має в своєму складі 134 млн пар основ або 4-4.5 % від загальної кількості нуклеотидів в ДНК клітин.

Ідентифікація генів кожної хромосоми є пріоритетним напрямком наукових досліджень в генетиці. Проте, дослідники застосовують різні підходи щодо визначення кількості генів в кожній хромосомі, внаслідок цього дані щодо їх кількості демонструють різні цифри. Це також стосується і хромосоми 12, в якій налічюють від 1000 до 1300 генів.

## Гени
Найвивченішими генами, що розташовані в хромосомі 12 є наступні:
| - AAAS — білок ALADIN (ALacrima Achalasia aDrenal Insufficiency Neurologic disorder) - ACVRL1 — активін-рецептор-подібний білок 1 - APAF1 — активізуючий фактор апоптозної пептидази - AQP2 — аквапорин-2 - AQP5 — аквапорин-5 - AQP6 — аквапорин-6 - CBX5 — гомолог хромобоксу 5 - CD63 — глікопротеїн з родини тетраспанинів - CLTA — легкий поліпептид клатрина - COL2A1 — колаген, тип II, альфа 1 - CORO1C - DAO — оксидаза D-амінокислот - EEA1 — ранній ендосомальний антиген 1 - EPYC — епіфікан - HPD — 4-гідроксифенілпіруват-діоксигеназа - IRAK4 — кіназа, асоційована з рецептором інтерлейкіна-1 - ITGA5 — глікопротеїн з надродини інтегринів - ITGA7 — глікопротеїн з надродини інтегринів - ITGB7 — глікопротеїн з надродини інтегринів (β7) - KERA — кератокан - KRT3 — кератин 3 - KRT6B — кератин 6B - KRT6C — кератин 6C - KRT75 — кератин 75 - KRT77 — кератин 77 - LRRK2 — насичена лейцином повторна кіназа 2 - LUM — люмікан - MIP — водний канал групи аквапоринів, основний внутрішній білок волокон кришталика - MMAB — ген, асоційований з метилмалоновою ацидурією (дефіцитом кобаламіну) типу cblB - MYO1A — міозин IA - PAH — фенілаланін-гідроксилаза - PPP1R12A — регуляторна субодиниця 12A протеїн-фосфатази 1 - PTPN11 — протеїн-тирозин-фосфатаза нерецепторного типу 11 - SP1 — транскрипційний фактор Sp1 - TMPO — тимопоетин - TPH2 — триптофангідроксилаза 2 | - CD9 — глікопротеїн з надродини тетраспанинів - CD69 — ранній антиген активації T-лимфоцитів - GRIN2B — NR2B-субодиниця глутаматного NMDA-рецептора - NANOG — транскрипційний фактор гомеобоксу Nanog - CS — фермент синтетаза цитрату - VAMP1 — синаптобревін 1 - MGP — вітамін К-залежний протеїн, що має виражені антикальциногенні властивості. |

## Хвороби та розлади
- Ахондрогенезія тип 2
- Колагенопатія, типи II та XI
- Пласка рогівка 2
- Епізодична атаксія
- Спадкова гемарагічна телеангектазія
- Гіпохондрогенез
- Бульозний іхітіоз
- Дисплазія Кніста
- MODY-діабет тип 3
- Метилмалонова ацидемія
- Нарколепсія
- Несиндромна глухота
- Синдром Нунан
- Хвороба Паркінсона
- Синдром Паллістера-Кілліан (тетрасомія 12p)
- Фенілкетонурія
- Спонділоепіметафізеальна дисплазія
- Спонділопериферична дисплазія
- Синдром Стіклера
- Заїкання
- Тирозинемія
- Хвороба Віллебранда
- Синдром Кейтеля
- Потрійний-А синдром